# روبر دوم، کنت درو
روبر دوم، کنت درو (انگلیسی: Robert II, Count of Dreux؛ 1154 – 28 december ۱۲۱۸ (۶۳−۶۴ سال))، کنت درو و برن از سال ۱۱۸۴ تا ۱۲۱۸ بود که پس از پدرش روبر یکم، کنت درو به این منصب رسید. وی همچنین در جنگ صلیبی سوم و محاصره عکا نیز شرکت نمود.